# Janusch Laule
Janusch Laule (né le 25 juillet 1981) est un coureur cycliste allemand.

## Palmarès
- 2008
  - 6e étape du Tour de Libye